# Fujifilm FinePix s5600
A Fujifilm FinePix S5600 (az USA-ban S5200) egy, a Fujifilm által gyártott kompakt digitális fényképezőgép. 2005. július 28-án jelentették be. A gép – a szintén Fujifilm által gyártott – xD-kártyával, és négy darab AA-típusú elemmel vagy akkumulátorral működik (utóbbi nem alaptartozék).

## Jellemzők
- 5,2 megapixeles CCD érzékelő;
- manuális, automata, rekesz-előválasztó, záridő-előválasztó, programautomatika, teljesen automata, bemozdulás elleni, természetes színek, portré, tájkép, éjszakai és videó üzemmódok;
- fényérzékenysége ISO 64-től ISO 1600-ig terjed (ISO 64, ISO 100, ISO 200, ISO 400, ISO 800, ISO 1600)
- fehéregyensúly beállítási lehetőség: automatikus, manuális vagy hat előre beállított;
- Exponálási- vagy záridő: 15-től 1/2000 (0,0005) másodpercig, előre megszabott lépésekben
- Fujinon f3,2-f3,5 10× optikai zoom objektív;
- Gyújtótávolság f=6,3 mm-63 mm, megegyezik a 35 mm-es film 38 mm-380 mm-ével;
- 5,7× digitális zoom
- rekesz F/3,2-től F/8-ig, 9, 1/3 EV lépésekben;
- expozíciós időköz 0,015 másodperc, rögzített fókusszal;[1]
- videórögzítés (VGA vagy QVGA minőségben);
- az objektívre 55 mm-es szűrők és konverterek csatlakoztathatóak.

## Külső hivatkozások
- pixinfo.com